# Bous (Niemcy)
Bous – miejscowość i gmina w zachodnich Niemczech, w kraju związkowym Saara, w powiecie Saarlouis.

## Geografia
Gmina leży na prawym brzegu Saary, na wysokości ujścia Bist.
Gmina ma powierzchnię 7,6 km², zamieszkuje ją 7131 osób (2010).
Bous położone jest ok. 15 km na północny zachód od Saarbrücken, ok. 185 km na południe od Kolonii i ok. 60 km na południowy wschód od Luksemburga.

### Sąsiednie gminy
Sąsiednie gminy zaczynając od północy: Schwalbach, Püttlingen, Völklingen, Wadgassen i Ensdorf.

## Herb
Górna część środkowego herbu symbolizuje rzeką Saarę, dolna zaś wzniesienia Blasenberg, Griesberg i Weizenhübel. Herb ten został nadany miejscowości w 1952 z okazji tysiąclecia jej istnienia.

## Historia
Pierwszy raz Bous wzmiankowane było w 952. Podczas budowy w 1900 kościoła ewangelickiego natrafiono na pozostałości po pochodzącym z czasów rzymskich dworu, jednak nie ustalono jednoznacznej daty jego pochodzenia.
Nazwa miejscowości najprawdopodobniej ma celtyckie korzenie, odnosi się ona do ulokowania Bous między dwoma pagórkami. We wczesnych dokumentach miejscowość nazywana jest jako Bouza. Nazwa nie pochodzi z języka francuskiego, gdzie można by było przypisać tę nazwę szczególnie z charakterystycznym ou.

## Dialekt
Bous i okoliczne tereny należą do obszarów wpływu dialektu mozelsko-frankońskiego i saarlandzkiego. Położone niedaleko miasta Püttlingen i Völklingen należą już do strefy dialektu reńsko-frankońskiego, wprowadza to zamieszanie bo w każdej gminie tradycyjny język się od siebie różni.

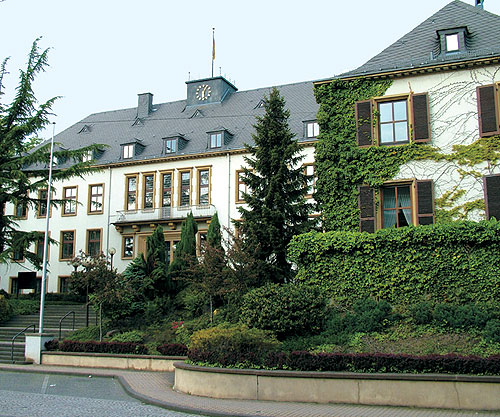
Urząd gminy

## Polityka
Gmina Bous w wyniku reformy administracyjnej w 1974 została włączona do gminy Schwalbach. Po długotrwałym oporze mieszkańców Bous w 1982 stało się samodzielną gminą, tak samo postąpiono z włączoną wcześniej gminą Ensdorf.
Bous należy do najbardziej zadłużonych gmin w Saarze. Niektóre publiczne obiekty np. pływalnia, nie mogły być utrzymane, wywołało to poważną rozmowę polityczną. Rada gminy została przedstawiona przed wyborami w 2004 jako osoby kłótliwe i nie mogące zawiązać porozumienia.
We wcześniejszych wyborach gmina bardzo popierała socjaldemokratów, w 2000 Zieloni zdobyli 14% głosów i utworzyli koalicję z SPD. W 2004 nieoczekiwanie większość w radzie gminy uzyskało CDU.

### Wójtowie
- 1960 – 1964: H. Luxenburger, CDU
- 1964 – 1973: Johann"Hennes"Wagner, SPD
- 1974 – 1982: Georg Fleck, CDU
- 1982 : Johann Wagner, SPD
- 1982 – 1987: Hans Bernardi, SPD
- 1987 – 2005: Erich Wentz, SPD
- od 2005: Stefan Louis, bezpartyjny

#### Wybory bezpośrednie 2005
- Wyniki wyborów bezpośrednich z 23 stycznia 2005
  - Frekwencja: 66,7%
    - Stefan Louis (bezpartyjny): 50,24%
    - Erich Wentz (SPD): 28,66%
    - Jürgen Manz (CDU): 17,45%
    - Marius Hocke (FWG): 3,65%

### Rada gminy
Rada gminy składa się z 27 członków:
|      |         | CDU | SPD | FWG | Zieloni | Razem |
| 2004 | Miejsca | 12  | 10  | 3   | 2       | 27    |

## Współpraca
Bous posiada dwie miejscowości partnerskie:
- Koulikoro, Mali
- Quetigny, Francja

## Infrastruktura

### Komunikacja
Bous posiada rozwiniętą sieć komunikacyjną. Leży przy drodze krajowej B51 i linii kolejowej Saarstrecke. W miejscowości znajduje się stacja kolejowa Bous. Na przeciwległym brzegu Saary biegnie autostrada A620 (zjazd 5 Wadgassen).

### Przemysł
Największy rozkwit przemysłowy gmina osiągnęła na początku XX wieku. Spowodowane to było głównie przez fabrykę stalowych rur Mannesmanna, została ona zamknięta jednak w latach 90. Obecnie istnieje jeden tego typu zakład, należy on od 1998 do Georgsmarienhütte GmbH. W Bous znajduje się również ponadregionalne centrum Aldi-Süd.

## Oświata
Gmina posiada szkołę podstawową, którą można kontynuować w rozszerzonej szkole realnej (uczęszczają do niej osoby z innych miast i gmin).
Lista placówek oświatowych:
- szkoła podstawowa
- rozszerzona szkoła realna Bous-Ensdorf
- Powiatowy Uniwersytet Ludowy Bous (Kreisvolkshochschule)
- Katolickie centrum kształcenia dorosłych (Katholische Erwachsenenbildung)
- szkoła muzyczna
- dwa przedszkola

## Osoby urodzone w Bous
- JOMI (ur. 1952; wł. Josef Michael Kreutzer), mim
- Michael Klinkert (ur. 1968), piłkarz
- Leo Stefan Schmitt (ur. 1952), polityk (SPD, obecnie Die Linke)